# 나루세 마사나리
나루세 마사나리(成瀬正成)는 센고쿠 시대부터 에도 시대 전기까지의 무장, 다이묘이다. 시모사 구리하라 번과 오와리 이누야마 번 각각의 초대 번주이다.
|  | 제1대 구리하라 번 번주 (나루세 가문) 1600년 ~ 1616년 | 후임 나루세 유키나리 |

| 전임 막부령(히라이와 지카요시) | 제1대 이누야마 번 번주 (나루세 가문) 1616년 ~ 1625년 | 후임 나루세 마사토라 |